# Lorenzo Latorre
Pour les articles homonymes, voir Latorre.
 (octobre 2015).
Si vous disposez d'ouvrages ou d'articles de référence ou si vous connaissez des sites web de qualité traitant du thème abordé ici, merci de compléter l'article en donnant les références utiles à sa vérifiabilité et en les liant à la section « Notes et références ».
Lorenzo Antonio Inocencio Latorre Jampen, né à Montevideo le 28 juillet 1844 et mort à Buenos Aires le 18 janvier 1916, est un militaire et un homme d'État uruguayen, président de la République par la force de 1876 à 1879, et de manière constitutionnelle de 1879 à 1880.

## Enfance
Lorenzo Latorre naît à Montevideo le 28 juillet 1844 d'un père petit commerçant originaire de Galice et d'une mère créole.
Par ses origines sociales et géographiques, comme le note José Pedro Barrán dans son livre Latorre y el Estado Uruguayo, il n'appartient pas du tout à la future élite qui devait gouverner le pays, il n'était que le simple fils d'un immigrant galicien, il devait normalement reprendre le petit commerce de son père. Pour cette raison, il arrête l'école dès la fin des études primaires et travaille dès 14 ans.

## Le soldat
En 1863, à l'âge de 19 ans, il s'engagea dans l'armée des Colorados du général Venancio Flores nommé Cruzada Libertadora, ceci alors que son père était un partisan des Blancos. Il participe à la rébellion contre le Blanco Bernardo Prudencio Berro. Pendant la guerre contre de le Paraguay, alors qu'il est sous le commandement du chef espagnol León de Palleja (es), il montre de très bonnes qualités militaires. Il est gravement blessé au front alors qu'il mène, en tant que chef en second, l'avant-garde de l'armée, plus précisément le premier bataillon de chasseurs Batallón Primero de Cazadores, à la bataille de Estero Bellaco (es). Il en gardera des séquelles toute sa vie. Cette action le fera, par la suite, considérer comme un héros.
Il défend le parti Colorado sous la présidence de Lorenzo Batlle et l'Uruguay lorsque les Blancos lancent en 1870 la Revolución de las Lanzas depuis l'Argentine et le Brésil, révolution qui se termine en avril 1872 avec la reddition de Lorenzo Batlle. Mais il réussit à contrer les mutins principistas (Blancos) sans subir beaucoup de pertes en janvier 1875 et pour cette raison, il devient colonel et ministre de la Guerre.

## La dictature

### Les causes
Lorenzo Latorre reste un an ministre de la Guerre, puis, en mars 1876, les commerçants, les classes aisées et les étrangers résidant dans le pays se réunissent pour discuter des graves problèmes du pays dus à ces multiples révolutions (on en compte 19 en 45 ans) qui empêchent la stabilité dans le pays, à l'incompétence des gouvernements démocratiques et au déclin de la popularité de ces mêmes partis. Finalement, ils décident de donner le pouvoir à Lorenzo Latorre qui accepte, le 10 mars 1876, comme gouverneur provisoire (gobernador provisorio).
Les objectifs principaux de son gouvernement sont de mettre en place une paix interne durable, surtout dans la campagne, et d'imposer le droit à la propriété privée, comme le voulaient les personnes qui l'ont nommé.
Il définit donc la voie politique prise, c’est-à-dire le changement temporaire des groupes politiques traditionnels (blancos et colorados) par un gouvernement plus fort, c’est-à-dire protégé par l'armée et par les compagnies économiques. À l'inverse de ses prédécesseurs qui nommaient uniquement les personnes par affinité, Latorre forme un gouvernement avec les personnes civiles les plus illustres dans tous les domaines.

### Les lois promulguées
Pour établir la stabilité économique du pays, Lorenzo Latorre s'appuie sur les progrès technologiques de l'époque. Les fusils Mauser et Remington utilisés par l'armée donnent un pouvoir incontestable à celle-ci puisque les révolutionnaires ne pouvaient les acquérir, pour une raison de coût. Le télégraphe permet, quant à lui, d'améliorer grandement la rapidité de transmission des ordres même aux endroits les plus reculés du territoire et enfin le chemin de fer permet les transferts rapides de troupes pour étouffer les tentatives de révolution : ce dernier voit sa longueur multipliée par dix.
Dans le même temps, il modernise l'appareil juridique en remplaçant les maires (qui résolvent alors les conflits) par des juges et des avocats départementaux. Simultanément, il approuve les Codes de procédure civile et d'instruction criminelle (Códigos de Procedimiento Civil e Instrucción Criminal) en 1878, ainsi que le Code rural (Código Rural) et crée le Registre des saisies et des interdictions (Registro de Embargos e Interdicciones). En 1879, pour augmenter le pouvoir de l'État vis-à-vis de l'Église, il approuve la loi créant le Registre d'état civil (Registro de Estado Civil) qui fait passer cette fonction des mains de l'Église à celles de l'État. Les juges de paix (juzgados de Paz) commencent donc à établir quatre registres : celui des naissances, des décès, des mariages et des légitimations des biens.
Le Code rural a des conséquences jusque dans l'économie puisqu'avec le droit à la propriété privée, celui-ci établit de manière obligatoire la pose de clôtures tout autour des domaines ainsi que le marquage du bétail pour éviter les fraudes. De même, les grands propriétaires ont l'autorisation de faire la police sous les ordres du commissaire de la région. Avec ces mesures, les petits propriétaires doivent quitter leurs campagnes, ce qui provoque un exode rural important et les villes de l'intérieur ainsi que Montevideo se peuplent. Son gouvernement réprime très durement le chômage, puisque les chômeurs étaient considérés comme étant des « vagabonds qui peuvent potentiellement attaquer les ranchs des riches propriétaires ». De même, pour aider les personnes qui l'avaient nommé, il exempte le fil de fer barbelé de droit de douane en 1875 et à l'inverse, il établit un protectionnisme important, renforcé en 1886 et en 1888, sur les produits qui peuvent être fabriqués en Uruguay. Enfin, il privatise un grand nombre d'entreprises, les investisseurs britanniques acquièrent la compagnie nationale de chemin de fer en 1876, la compagnie de gaz devient privée en 1872 et celle de l'eau potable en 1879. L'Uruguay a aussi adopté sous on régime l'or comme étalon pour faciliter les échanges commerciaux entre le Royaume-Uni et l'Uruguay (plus pour l'exportation que pour l'importation).
En ce qui concerne l'armée, Lorenzo Latorre diminue fortement le budget alloué puisqu'il l'ampute environ de moitié et qu'il refuse les montées en grade (y compris le sien) pour ne pas avoir de frais inutiles.
Il faut aussi dire que son mandat est autoritaire, en ce qu'il restreint les libertés individuelles.

### La réforme de l'éducation
L'une des réformes parmi les plus importantes du gouvernement de Lorenzo Latorre est d'ordre éducatif, puisque José Pedro Varela avait des idées paradoxales comme l'indique l'historien Enrique Méndez Vives dans son livre El Uruguay de la Modernización. En effet, il voulait mener à bien ses réformes éducatives pour éviter que des gouvernements semblables ne se reproduisent dans le futur. Bien que Varela est un fervent démocrate, il utilise le fait que Latorre dirige de façon autoritaire pour faire passer sa réforme alors que l'Église ne le voulait pas. « L'école est la base de la République ; l'éducation, la condition indispensable de la citoyenneté. Toutes les grandes nécessités de la démocratie, toutes les exigences de la République, ont seulement un moyen possible de réalisation : instruire ; instruire ; instruire toujours… » (« La escuela es la base de la República ; la educación, la condición indispensable de la ciudadanía. Todas las grandes necesidades de la democracia, todas las exigencias de la República, sólo tienen un medio posible de realización : educar ; educar ; siempre educar… »).
Le décret de loi sur l'Enseignement commun est approuvé le 24 août 1877. Il établit trois principes de bases qui sont toujours ceux utilisés actuellement. L'éducation doit être : gratuite, obligatoire et laïque. Les deux premiers principes peuvent être menés à bien sans grande difficulté, mais la population est réticente en ce qui concerne la laïcité. Varela donne donc la possibilité de l'enseignement du catholicisme aux enfants dont les parents en feraient la demande.
Verale crée donc un système éducatif où les programmes insistent sur les notions scientifiques, où la parité homme-femme est respectée et où la décentralisation administrative est importante pour permettre la participation du peuple à l'amélioration de l'école publique. Toutes ces réformes font que l'analphabétisme diminue très rapidement en Uruguay.

## Le second mandat et le retrait
Le 1er mars 1879, il est nommé constitutionnellement au poste de président de l'Uruguay, mais n'ayant plus d'appuis militaires et pas non plus d'appuis politiques dans la Chambre des représentants, ayant juste un programme politique trop vaste et trop lent, il doit laisser sa place le 15 mars 1880. Il dit alors que les Uruguayens sont ingouvernables. À cause du danger de meurtre à son encontre, il s'exile à Buenos Aires où il vit dans la pauvreté jusqu’à sa mort, survenue le 18 janvier 1916. Ses cendres ont été, par la suite, ramenées en Uruguay.

## Héritage
Lorenzo Latorre reste surtout connu pour sa dictature pendant laquelle il n'a pas privilégié la classe militaire, mais plus la classe économique aisée et il a principalement utilisé l'autoritarisme de cette dictature pour forger un pouvoir central capable de diriger le pays. Il est donc connu pour avoir édifié l'organisation et la stabilité de l'Uruguay. Un historien comme Benjamín Nahum (es) écrit en 1903 que la période du gouvernement de Lorenzo Latorre a été une dictature où les opposants politiques étaient pourchassés et où le travail forcé était fortement pratiqué, principalement pour la construction des voies ferrées.